# Ammónium-szulfát
Az ammónium-szulfát ((NH4)2SO4) egy szervetlen vegyület, melyet elsősorban műtrágyaként alkalmaznak. Az ammónia kénsavval alkotott sója. 21 m|m % nitrogént és 24 m|m % ként (szulfát formájában) tartalmaz.

## Tulajdonságok
Az ammónium-szulfát folyékony ammóniában, vagy alkoholban nem oldható. A vegyület gyengén higroszkópos, a levegőből (>81%-os relatív páratartalom mellett, 20 °C-on) vizet köt meg.

## Előállítása
Az ammónium-szulfátot iparilag ammónia és kénsav reagáltatásával szintetizálják. Ammóniatartalmú szerves vegyületek gázzá alakítása során is nagy mennyiségben keletkezik. Ezt továbbtisztítva, majd kristályosítva nagy, sós ízű, rombos prizmákat kapunk. Ezek a kristályok vízben jól oldhatók.

## Reakciói
Az ammónium-szulfáthoz egy vízben oldható báriumsót öntenek és a keletkező bárium-szulfát csapadéka válik le az oldatról. Ez a reakció az ún. szulfátion kimutatására szolgál:
(NH4)2SO4 + BaCl2 = 2NH4Cl + BaSO4↓
(NH4)2SO4 + Ba(NO3)2 = 2NH4NO3 + BaSO4↓
Gyenge hő hatására bomlik:
(NH4)2SO4 → 2NH3↑ + H2SO4

## Felhasználása
- A mezőgazdaságban elősegíti a különféle gombaölő, rovarirtó- és gyomirtó-szerek működését.
- A különféle ammóniatartalmú vegyületek szintézisekor is alkalmazzák.
- A biokémiában az ammónium-szulfátot a fehérjék tisztítására is használják.
- Számos gyógyszerben megtalálható[2]
- Az élelmiszeriparban elsősorban stabilizálószerként, pufferanyagként, valamint térfogatnövelőként alkalmazzák. Elsősorban pékárukban, és cukrászipari termékekben fordul elő. Napi maximum beviteli mennyisége nincs meghatározva. Az élelmiszerekben alkalmazott mennyiségek során nincs ismert mellékhatása.
- Réztárgyakon gyors patinaképződést okoz.